# Rudolph Schachner

Rudolph Schachner, Lithographie (1861)

Rudolph Schachner, Albumblatt für Josef Roman Zäch (1807–1885), datiert 1847

Joseph Rudolph Schachner (* 30. Dezember 1816 in München; † 15. August 1896 in Bad Reichenhall) war ein deutscher Pianist und Komponist.

## Leben
Schachner war ein unehelicher Sohn der Münchner Lehrerin Barbara („Babette“) Bredl (* 1. Dezember 1792 in Sendling; † 22. Dezember 1880 in München), sein Vater war der „Golddrahtziehergesell“ Jacob Schachner, „von Wien gebürtig“.
Er wuchs bei seiner Mutter auf und erhielt schon früh Musikunterricht, darunter bei dem Münchner Hoforganisten Kajetan Ett, 1835 auch bei Johann Baptist Cramer, der sich damals vorübergehend in München aufhielt. 
1836 ging Schachner nach Wien und befreundete sich dort mit Therese von Droßdik geb. Malfatti (1792–1851), einer früheren Freundin von Ludwig van Beethoven. 1842 erzielte er bei einem Gastspiel in Paris mit seinem Konzertstück op. 10 einen großen Erfolg, 1848 gelangten in Wien zwei zur Märzrevolution entstandene Lieder zu Popularität. Am 12. Februar 1850 erklärte Therese von Droßdik in einem Testamentszusatz Schachner zum Erben ihrer Musikalien. 
Nach ihrem Tod kehrte er nach München zurück und heiratete dort am 14. Dezember 1852 Elisabeth Wendling (* 1815), eine Enkelin der Sängerin Elisabeth Augusta Wendling. Mit ihr übersiedelte er im Frühjahr 1853 nach London. 1868 kehrte das Ehepaar Schachner nach München zurück, ging 1872 nach Salzburg und wurde 1887 erneut in München sesshaft. Schachner starb während eines Sommeraufenthalts in Bad Reichenhall und wurde in Salzburg beigesetzt.
Von musikgeschichtlicher Bedeutung ist die Tatsache, dass Schachner vor 1865 das Autograph von Beethovens Albumblatt Für Elise WoO 59 besaß, das er 1851 von Therese von Droßdik geerbt hatte. Nach einer Studie über seinen Nachlass, die Jürgen May 2014 vorlegte, ist es dort nicht enthalten. Der spätere Verbleib des Blattes ist bislang ungeklärt.

## Werke (Auswahl)
- Großes Concert-Stück f-Moll op. 6 für Klavier und Orchester
- Konzertstück op. 10 für Klavier und Orchester
- Fantasiestück cis-Moll op. 15 für Klavier
- Fantasie mit Variationen über das amerikanische Volkslied „Yankee Doodle“ op. 32 für Klavier
- Elegie Es-Dur op. 33 für Klavier
- Israel’s Return from Babylon op. 34, Oratorium (1862)
- Der Heini von Steier op. 42 für Männerchor und Orchester